# Aurora (film, 2010)
Pour les articles homonymes, voir Aurora.
Pour plus de détails, voir Fiche technique et Distribution.
Aurora est un film roumain réalisé par Cristi Puiu, sorti en 2010.

## Fiche technique
- Titre français : Aurora
- Réalisation : Cristi Puiu
- Scénario : Cristi Puiu
- Photographie : Viorel Sergovici
- Société de production : Mandragora, Société Parisienne de Production, Bord Cadre Films, Essential Filmproduktion, Arte France Cinéma, HBO Romania, Societatea Româna de Televiziune, TSR/SSR et ZDF
- Pays d'origine :  Roumanie,  France,  Suisse et  Allemagne
- Genre : drame
- Date de sortie : 2010

## Distribution
- Cristi Puiu : Viorel
- Clara Voda : Gina Filip
- Catrinel Dumitrescu : Mme Livinski
- Luminița Gheorghiu : Mioara Avram